# Гаюї Юст Валентинович
Юст (Жюст) Валентинович Гаюї (Аюї) — французький  геолог, кристалограф, військовий інженер; працював в Одесі в першій третині XIX ст.
Був відомий своїми дослідженнями про природу виникнення зсувів, про використовування підземних вод в цілях водопостачання. У 1828 році був обраний членом-кореспондентом Російської академії наук. При проєктуванні будівель застосовував переважно стиль ампір, для низки споруд — стильові форми середньовічної архітектури.

## Дослідження одеських зсувів
У 1813 році Гаюї першим розпочав дослідження зсувів в Одесі. Свої відповідні праці французькою мовою він представив в Петербурзьку академію наук у 1831 році. Гаюї запропонував модель утворення зсувів, яку визнавали всі наступні геологи та інженери.

## Проєкти в Одесі
Серед проєктів Гаюї в Одесі:
- докладні плани Водяної балки, проєкти оформлення наметів над колодязями (1825).
- артезіанський колодязь у Водяній балці (1833).
- маяк на Великому Фонтані, який мав дуже важливе значення для функціонування Одеського порту (1815–1827).
- брав участь у будівництві споруд Одеського карантину (план Ф. Шаля, кошторис Дж. Фраполлі, співвиконавці інженери К. Потьє і Г. Морозов).
- проєкт ансамблевої забудови Одеського порту, який передбачав не лише зонування територій за використанням, а й об'ємні вирішення в монументальних ампірних архітектурних формах. Ймовірно співавтором цього проєкту був одеський архітектор Франсуа Шаль (1825).

Гаюї також займався вирішенням проблем внутрішньоміських зв'язків:
- складав проєкти шосе для Рішельєвської, Херсонської, Дерібасівської та інших вулиць (20-і роки).
- опрацював проєкти і збудував муровані аркові мости через Карантинну балку (разом з архітітектором О. Дігбі): по вул. Поштовій — Новиков (1822–1824), по вул. Єврейській — Сікардів (1822–1825, не зберігся).
- керував трасуванням межі порто-франко навколо центрального ядра Одеси, виконував відповідні кресленики районів міста і перекриття канав (1819).[1]